# Andre Patterson
Andre Tyrone Patterson jr. (Los Angeles, 12 maggio 1983) è un ex cestista statunitense, professionista nella NBDL.